# Apparente Libertà
"Apparente Libertà" é a música pop mais longa já composta (76 minutos e 47 segundos) e lançada em CD.
Foi composta em 2005 por Giancarlo Ferrari (nascido em 23 de março de 1972 em Vercelli), compositor italiano, e em 2008 foi lançada em CD e disponibilizada gratuitamente, cuja baixa qualidade da faixa vocal, talvez devido ao mau estado de saúde do cantor (vítima de um grave acidente rodoviário em 1998), muitas vezes dificulta a compreensão da letra. A música tem uma duração de 76 minutos e 47 segundos, 150 páginas de partituras e mais de 700 linhas.
É uma canção synth-pop com abertura synthpunk sobre assuntos importantes: distorções da história, poluição, racismo, a escravidão e as ilusões da classe trabalhadora, as notícias impulsionadas veiculadas pela mídia que tornam impossível a verdadeira democracia. Segundo Barbara Bozzola, foi escrita para tentar "despertar as consciências", um convite a refletir com a cabeça e "nunca desistir", apesar do medo de errar.
De 1992 a 1996 Giancarlo Ferrari foi o cantor e membro fundador da banda gótica Some Sad Clowns.